# Другі Сіньяли
Другі Сінья́ли (рос. Вторые Синьялы, чув. Иккĕмĕш Çĕньял) — присілок у складі Цівільського району Чувашії, Росія. Входить до складу Першостепановського сільського поселення.
Населення — 73 особи (2010; 86 у 2002).
Національний склад:
- чуваші — 100 %

Стара назва — Сіньяли 2-і.